# لوك كريستوفر
لوك كريستوفر (بالإنجليزية: Luke Christopher)‏ هو رابر أمريكي، ولد في 8 مايو 1993 في لوس أنجلوس في الولايات المتحدة.

## وصلات خارجية
- لوك كريستوفر على موقع ميوزك برينز (الإنجليزية)
- لوك كريستوفر على موقع ديسكوغز (الإنجليزية)